# Спраг (Вашингтон)
Спраг (англ. Sprague) — місто (англ. city) в США, в окрузі Лінкольн штату Вашингтон. Населення — 495 осіб (2020).

## Географія
Спраг розташований за координатами 47°18′1″ пн. ш. 117°58′33″ зх. д. / 47.30028° пн. ш. 117.97583° зх. д. (47.300285, -117.975745).  За даними Бюро перепису населення США в 2010 році місто мало площу 1,63 км², уся площа — суходіл. В 2017 році площа становила 2,70 км², уся площа — суходіл.

### Клімат
| Клімат : Спраг          | Клімат : Спраг | Клімат : Спраг | Клімат : Спраг | Клімат : Спраг | Клімат : Спраг | Клімат : Спраг | Клімат : Спраг | Клімат : Спраг | Клімат : Спраг | Клімат : Спраг | Клімат : Спраг | Клімат : Спраг | Клімат : Спраг |
| Показник                | Січ.           | Лют.           | Бер.           | Квіт.          | Трав.          | Черв.          | Лип.           | Серп.          | Вер.           | Жовт.          | Лист.          | Груд.          | Рік            |
| Абсолютний максимум, °C | 15,0           | 17,8           | 23,9           | 32,2           | 37,2           | 41,1           | 42,8           | 43,3           | 38,9           | 33,3           | 22,2           | 16,7           | 43,3           |
| Середній максимум, °C   | 1,2            | 5,3            | 10,6           | 16,0           | 21,1           | 25,3           | 30,6           | 29,8           | 24,6           | 16,9           | 7,4            | 3,0            | 16,0           |
| Середній мінімум, °C    | −7,4           | −4,1           | −1,7           | 1,2            | 4,8            | 8,2            | 10,6           | 9,6            | 5,8            | 1,3            | −2,3           | −4,8           | 1,8            |
| Абсолютний мінімум, °C  | −35            | −36,1          | −17,8          | −10            | −6,1           | −2,8           | −0,6           | −0,6           | −6,7           | −15,6          | −26,1          | −29,4          | −36,1          |
| Норма опадів, мм        | 44             | 37             | 32             | 26             | 28             | 25             | 11             | 12             | 20             | 30             | 51             | 52             | 368            |
| Днів з опадами          | 10             | 8              | 8              | 6              | 7              | 6              | 3              | 3              | 4              | 7              | 10             | 11             | 83,0           |
| ----------------------- | -------------- | -------------- | -------------- | -------------- | -------------- | -------------- | -------------- | -------------- | -------------- | -------------- | -------------- | -------------- | -------------- |
| Джерело:                |                |                |                |                |                |                |                |                |                |                |                |                |                |

## Демографія
Згідно з переписом 2010 року, у місті мешкало 446 осіб у 197 домогосподарствах у складі 128 родин. Густота населення становила 273 особи/км².  Було 236 помешкань (145/км²).
Расовий склад населення:
| - 94,2 % — білих - 2,0 % — корінних американців - 1,6 % — азіатів |

До двох чи більше рас належало 1,8 %. Частка іспаномовних становила 3,6 % від усіх жителів.
За віковим діапазоном населення розподілялося таким чином: 23,1 % — особи молодші 18 років, 57,4 % — особи у віці 18—64 років, 19,5 % — особи у віці 65 років та старші. Медіана віку мешканця становила 46,5 року. На 100 осіб жіночої статі у місті припадало 104,6 чоловіків;  на 100 жінок у віці від 18 років та старших — 101,8 чоловіків також старших 18 років.
Середній дохід на одне домашнє господарство  становив 38 283 долари США (медіана — 31 250), а середній дохід на одну сім'ю — 45 846 доларів (медіана — 35 417). Медіана доходів становила 26 429 доларів для чоловіків та 25 000 доларів для жінок. За межею бідності перебувало 17,3 % осіб, у тому числі 16,5 % дітей у віці до 18 років та 9,0 % осіб у віці 65 років та старших.
Цивільне працевлаштоване населення становило 182 особи. Основні галузі зайнятості: освіта, охорона здоров'я та соціальна допомога — 26,4 %, роздрібна торгівля — 17,0 %, сільське господарство, лісництво, риболовля — 13,2 %.